# قماش غير منسوج
القماش غير المنسوج أو اللانسيج هو مادة شبيهة بالقماش مصنوعة من ألياف أساسية (قصيرة) وطويلة (طويلة مستمرة)، مرتبطة ببعضها عن طريق معالجتها كيميائياً أو ميكانيكياً أو حرارياً أو بالمذيبات. وهو يشير إلى النسيج المنجز بغير الطرق المعهودة من النسج، والحبك. ويصنع من الشعيرات النسيجية المستمرة المبثوقة، أو من شبكة ألياف مقواة بربطها باستخدام عدة تقنيات تشمل الربط بالمواد اللاصقة أو الربط الميكانيكي باستخدام الإبر أو قوة نفث الماء، أو الربط الحراري، أو الربط بغرزات الخياطة.

## خصائصه واستعمالاته
قد يكون اللانسيج مصمتا وهشا كما في الورق، أو يكون لينا وسدلا. وقد يكون لدنا أو مرنا. ويتراوح ملمسه من الناعم جدا إلى الخشن الغليظ. وتتراوح خصائص الشد فيه من القوي المحكم مستحيل التمزق إلى سهل التمزق باليد.
ويستمد اللانسيج خصائصه من خصائص الألياف التي تشكله، ومن هندسة وتوضع الألياف داخل اللانسيج، وطريقة ربط الألياف في البنية العامة للانسيج. فالأداء يصمم باختيار الليف الأنسب، وطريقة التوضع في شبكة اللانسيج، ثم طريقة الربط النهائية.
تعتبر مقاومة الشد المتلازمة مع الطراوة من أصعب الخصائص المتلازمة في اللانسيج لتعارض هندسة الألياف في كلا الحالتين. يمكننا شرح الموضوع كالآتي: تعرف كثافة الروابط بأنها عدد روابط ليف-ليف في واحدة المساحة. كلما زادت كثافة الروابط، زادت معها قوة اللانسيج، وقلت معها إمكانية الحركة للألياف عندما يثنى فيصبح متيبسا. تعطي كثافة الروابط الأدنى لانسيجا أكثر ليونة ذا قوة أقل.
يؤثر عنصر الربط المستخدم على متانة اللانسيج، كما يؤثر على ملمسه وانسداله. تعطي مواد الربط اللاصقة روابط ليف-ليف قوية ولكنها تؤدي إلى ملمس خشن ويباسة في الانسدال. المواد اللاصقة الأكثر مرونة والتي تخضع مباشرة لانحناء شبكة اللانسيج، تعطي أفضل انسدالية ولكن بضعف في البنية.
يتمتع اللانسيج عادة بنفاذية عالية للهواء وبخار الماء. فبنيته المسامية تسمح بجريان الهواء، وبخار الماء بين الألياف.
يستخدم اللانسيج في الأماكن التي لا تستطيع الأنسجة المنسوجة أو المحاكة القيام بالغرض المطلوب. فالاستخدامات الرئيسة للانسيج هي مناديل المسح والتنظيف، ومنتجات النظافة النسائية، وحفاضات الأطفال. وهناك استخدامات أخرى كالمرشحات والمصافي، والأنسجة المستخدمة في الفرش الداخلي للمنزل، ومكونات السجاد، والاستخدامات المختلفة في الهندسة المدنية (Geotextiles)، وألبسة الاستعمال الوحيد للجراحين، والقفازات، إلخ..

## مصطلحات
لابد لنا قبل أن نبدأ بالتحدث عن اللانسيج، أن نصطلح بعض التسميات حتى نضفي بعض الوضوح عما سيشرح:
- لانسيج موجه(Oriented nonwoven): يشير عادة إلى أن الألياف موضوعة في الاتجاه الطولاني للانسيج.
- لانسيج متصالب (Cross-laid nonwoven): يشير إلى أن الألياف موضوعة طولانيا ثم عرضانيا بطبقات متعاقبة في شبكة اللانسيج.
- لانسيج عشوائي (Random nonwoven): يشير إلى أن الألياف موضوعة بكل الإتجاهات في شبكة اللانسيج.

تعطي المصطلحات التي توصف طريقة تصنيع شبكة اللانسيج فكرة غير مباشرة عن توضع الألياف أو الشعيرات في الشبكة. ففي التوضع المائي (Wet laying)، تستعلق الشعيرات القصيرة في الماء، وعند إزالة الماء تتوضع الألياف عشوائيا. التوضع الهوائي (Dry laying) مشابه للتوضع المائي ولكن باستخدام الهواء بدلا عن الماء. التوضع المسرّح (Carding) وهو نفس العملية في إنتاج الخيوط المسرّحة، توجه الألياف في شبكة اللانسيج. ويدخل عادة في مصطلح تسمية اللانسيج كلمات تدل على طريقة ربطه، أكانت بالإبر أو بالهواء المضغوط أو بإضافة مواد لاصقة أو ربطه حراريًا.

## نسيج غير منسوج منتج بتقنية الربط بالإبر

صورة للإبرة ذات النتوءات أو المخرز

مخطط يشرح عملية التخريز

اللانسيج المخرز:(بالإنجليزية: Needlepunched fabrics)‏: هو لانسيج تربط شبكة أليافه ميكانيكيًا بالمخارز. وهو يشبه فرضيًا اللباد. ويمكن استخدام مجمل أنواع الألياف في هذه الطريقة لإنتاج لانسيج بوزن نوعي 40-237 غرام في المتر المربع، وسماكة حوالي 0,4-4,0 مم. تعطي عملية الربط الميكانيكي شبكة أكثر تجانسًا واستقرارًا بالأبعاد من عملية التلبيد لألياف الصوف. يمكننا زيادة متانة هذه الطريقة بوضع نسيج خفيف خشن النسج (مثل قماش الضمادات الطبي) ضمن شبكة اللانسيج. تستخدم ألياف الأكرليك ومزيجها في هذه الطريقة لتصنيع الأغطية والدثر. كما تستخدم ألياف البولي إثيلين وألياف البولي بروبلين في هذه الطريقة لإنتاج السجاد الأرضي داخل وخارج البيت (الموكيت) لفرش الأرضيات في الفناء، والشرفات، والعشب غير الطبيعي في ملاعب الغولف. يستخدم مقاتلو الجيش الأمريكي صدرات ضد الرصاص مصنوعة من اللانسيج المخرز.
تنجز عملية التخريز بتمرير شبكة موضعة هوائيًا عبر نول الإبر عدة مرات لإعطاء المتانة والبنية اللازمتين. نول الإبر عبارة عن لوحين مجهزين بإبر خاصة ذات نتوءات مختلفة الإتجاهات تعمل على سحب الألياف معها ذهابًا وإيابًا لتدخلهم في جسم الشبكة. يتماسك هذا النوع من اللانسيج بفعل الاحتكاك بين الألياف. هذه العملية رخيصة. يمكن استعمال إبر ساخنة في حالة تخريز الألياف الاصطناعية، حيث تساعد الحرارة على صهر بعض الألياف مع بعضها.

## نسيج غير منسوج منتج بتقنية الربط المائي
لانسيج منتج بتقنية الربط المائي (بالإنجليزية: Spunlaced fabrics)‏ هو لانسيج مصنوع من شبكة من الألياف القصيرة تربط أليافه عن طريق نفث الماء بضغط عال. يتركب اللانسيج المتشابك عادة من ألياف قصيرة من البولي إستر أو البولي إثيلين أو البولي بروبلين. يكون ترتيب الألياف داخل الشبكة دائريًا نتيجة انقياد الألياف لحركة الماء المنفوث بسرعة كبيرة. يجفف المنتج بعد نهاية العملية ثم يلف. وعادة ما تستخدام مواد لاصقة لربط الألياف أيضًا.
هذا الصنف من اللانسيج طري ومنسدل، ولكن ابعاده ومتانته ليستا ثابتتين. يمكن إنتاج لانسيج بوزن نوعي 1,66-5,21 غرام في المتر المربع، وسماكة حوالي 0,09-0,64 مم. يستخدم اللانسيج الناتج كستائر وأغطية الأسرة، واللحف، وحشوة الفراش، الطبقة الداخلية في القماش الملبس، والبطانات، والألبسة.

## اللانسيج المائي
اللانسيج المائي(بالإنجليزية: Wet-Laid Nonwoven Fabrics)‏ يشبه الورق. تصنع من رقاقة من الألياف مشكلة بتقنية تصنيع الورق، ويتبع ذلك ربط بمواد لاصقة. قد تحتوي المواد على نسبة عالية من الألياف غير النسيجية مثل لب الخشب. تتوضع الألياف بشكل عشوائي في الشبكة، ولكن هذا النوع من اللانسيج يعتبر أكثر البنى انتظاما من بين بنى اللانسيج. يمكن إنتاج لانسيج بوزن نوعي 0,7-38 غرام في المتر المربع، وسماكة حوالي 0,06-4,8 مم. يستخدم هذا النوع من اللانسيج في النسيج المطلي، والعزل، والترشيح والتصفية، وعوازل البطاريات، والرداء الجراحي، ومختلف العناصر في الأحذية.
يمرر مستعلق الألياف في الماء على شبكة معدنية متحركة، حيث يمر الماء تاركا الألياف القصيرة لتتوضع بتناسق كشبكة. يعصر الماء الزائد من الشبكة ثم يجفف المنتج. بمكن أن يكتمل الربط خلال التحفيف أو تضاف مواد لاصقة إلى المنتج ثم يعالج حراريا.

## اللانسيج الهوائي
اللانسيج الهوائي(بالإنجليزية: Dry-Laid Nonwoven Fabrics)‏ يمكن أن يكون موجه أو متصالب أو عشوائي تبعا لتوضع الألياف في الشبكة. اللانسيج العشوائي والمتصالب له متانة متماثلة في كافة الاتجاهات. أما اللانسيج الموجه فهو ذو متانة أعلى في اتجاه الألياف المكونة لشبكته وعادة تكون بشكل طولاني. تكون روابط ليف-ليف عادة بإضافة مواد رابطة تجفف لاحقا، أو بحرارة الانصهار. تتمتع هذه النوعية من اللانسيج بالنعومة والانسدالية الممتازة، مع متانة أعلى بالاتجاه الطولي. يستخدم في حشوة النسيج المطلي، وعناصر السجاد، والحفاضات.

## نسيج غير منسوج منتج بتقنية اللصق الانصهاري
لانسيج منتج بطريقة اللصق الانصهاري(بالإنجليزية: Melt-Blown Nonwoven Fabrics)‏ يحتوي ألياف دقيقة بمختلف الأطوال، بأقطار 2-4 ميكرومتر. تتشابك الألياف وترتبط عند نقاط تماسها مع بعضها. يتميز هذا النوع من اللانسيج بالنفاذية، ولكنه يحتوي على ثقوب صغيرة جدًا.
يصنع ببثق البوليمر من خلال فوهة بثق وحيدة (فونيّة) ضمن تيار من الهواء الساخن عالي السرعة. تقطع الألياف إلى قطع صغيرة تجمع بعدها في شبكة على سير ناقل. يصنع هذا النمط من اللانسيج من ألياف البولي بروبلين والبولي إثيلين وحاليا البوليستر وعديد إيثان اليوريا.

## نسيج غير منسوج منتج بتقنية الربط الحراري
لانسيج منتج بطريقة الربط الحراري(بالإنجليزية: Spunbonded Fabrics)‏ هو نمط واسع من اللانسيج، يتألف من شبكة عشوائية من الشعيرات النسيجية المترابطة. يمكن إنتاج لانسيج بوزن نوعي 0,71-14,22 غرام في المتر المربع، وسماكة حوالي 0,76-0,063 ميكرومتر. يجب أن تكون الألياف اصطناعية كالبولي لإستر والنايلون والبولي إثيلين والبولي بروبلين.
يتميز هذا الصنف من اللانسيج بمتانة عالية، وقوة تمزق عالية، وحجم إجمالي صغير. يستخدم هذا النوع من اللانسيج في حشوات الألبسة، والحقائب، والتغليف، والتصفية، والتغطية الجدارية، وأقمشة الخرائط، والعديد من تطبيقات الهندسة المدنية، وفي الألبسة الواقية.
عملية إنتاج هذا الصنف هي عملية مستمرة بدءًا من البثق وصولا إلى المنتج النهائي. عندما يبرد الليف بعد البثق، ينشر عشوائيًا فوق سطح السير الناقل. وتنجز عملية النشر أو التوضع بواسطة دوران فوهة البثق، أو بواسطة الشحنات الكهربائية، أو بواسطة تيار من الهواء الموجه. يربط بعدها بواسطة معالجة حرارية أو كيميائية.

## نسيج غير منسوج منتج بتقنية الربط بالغرز

أحد أشكال اللانسيج المنتج بتقنية الربط بالغرز

لانسيج منتج بتقنية الربط بالغرز(بالإنجليزية: Stitch-Bonded Fabrics)‏ هو عبارة عن عدة مكونات مدروزة مع بعضها. تشمل هذه المكونات اللانسيج، والخيوط، واللباد، وشبكة من الألياف.